# Willibald Schmaus
Willibald Schmaus (ur. 16 czerwca 1912 w Wiedniu, zm. 27 kwietnia 1979 tamże) – austriacki piłkarz, reprezentant Austrii i Niemiec, grający na pozycji obrońcy.

## Kariera klubowa
Schmaus podczas kariery piłkarskiej datowanej na lata 1929–1949 występował w klubie First Vienna. 
Wraz z zespołem dwukrotnie zdobył mistrzostwo Austrii w sezonach 1930/31 i 1932/33. Dwa razy zwyciężał w rozgrywkach o Puchar Austrii w sezonach 1929/30 i 1936/37. 
Na arenie europejskiej First Vienna ze Schmausem w składzie sięgnał po Puchar Mitropa w 1931. W wyniku Anschlussu Austria została włączona do III Rzeszy. First Vienna wygrała Puchar Niemiec w 1943. Łącznie przez 20 lat gry dla zespołu z Wiednia rozegrał 209 spotkań, w których strzelił 6 bramek. 
| Sezon   | Klub         | Kraj       | Rozgrywki               | Mecze | Bramki |
| ------- | ------------ | ---------- | ----------------------- | ----- | ------ |
| 1929/30 | First Vienna | Austria    | I. Liga                 |       |        |
| 1930/31 | First Vienna | Austria    | I. Liga                 | 14    | 1      |
| 1931/32 | First Vienna | Austria    | I. Liga                 | 16    | 0      |
| 1932/33 | First Vienna | Austria    | I. Liga                 | 20    | 0      |
| 1933/34 | First Vienna | Austria    | I. Liga                 | 21    | 1      |
| 1934/35 | First Vienna | Austria    | I. Liga                 | 21    | 0      |
| 1935/36 | First Vienna | Austria    | I. Liga                 | 22    | 0      |
| 1936/37 | First Vienna | Austria    | I. Liga                 | 20    | 2      |
| 1937/38 | First Vienna | Austria    | I. Liga                 | 15    | 0      |
| 1938/39 | First Vienna | III Rzesza | Gauliga Donau-Alpenland | 15    | 1      |
| 1939/40 | First Vienna | III Rzesza | Gauliga Donau-Alpenland | 8     | 0      |
| 1940/41 | First Vienna | III Rzesza | Gauliga Donau-Alpenland | 11    | 1      |
| 1941/42 | First Vienna | III Rzesza | Gauliga Donau-Alpenland | 15    | 0      |
| 1942/43 | First Vienna | III Rzesza | Gauliga Donau-Alpenland |       |        |
| 1943/44 | First Vienna | III Rzesza | Gauliga Donau-Alpenland |       |        |
| 1944/45 | First Vienna | III Rzesza | Gauliga Donau-Alpenland |       |        |
| 1945/46 | First Vienna | Austria    | Erste Liga              | 3     | 0      |
| 1946/47 | First Vienna | Austria    | Erste Liga              | 0     | 0      |
| 1947/48 | First Vienna | Austria    | Erste Liga              | 3     | 0      |
| 1948/49 | First Vienna | Austria    | Erste Liga              | 5     | 0      |

## Kariera reprezentacyjna

### Reprezentacja Austrii
Schmaus został powołany na Mistrzostwa Świata 1934 rozgrywane we Włoszech. Podczas turnieju, na którym Austria zajęła 4. miejsce, pełnił rolę zawodnika rezerwowego. Schmaus swój pierwszy mecz w reprezentacji rozegrał 14 kwietnia 1935 z Czechosłowacją, zremisowany 0:0. 
Ostatni mecz w narodowych barwach Austrii zanotował 24 października 1937 przeciwko Czechosłowacji, przegrany 1:2. Łącznie w latach 1935–1937 Willibald Schmaus zagrał dla Austrii w 15 spotkaniach.
| Mecze i gole w reprezentacji Austrii | Mecze i gole w reprezentacji Austrii | Mecze i gole w reprezentacji Austrii | Mecze i gole w reprezentacji Austrii | Mecze i gole w reprezentacji Austrii | Mecze i gole w reprezentacji Austrii | Mecze i gole w reprezentacji Austrii |
| #                                    | Data                                 | Miasto                               | Przeciwnik                           | Gol                                  | Wynik                                | Rozgrywki                            |
| ------------------------------------ | ------------------------------------ | ------------------------------------ | ------------------------------------ | ------------------------------------ | ------------------------------------ | ------------------------------------ |
| 1.                                   | 14.04.1935                           | Praga                                | Czechosłowacja                       |                                      | 0:0                                  | Puchar Europy Środkowej              |
| 2.                                   | 06.10.1935                           | Wiedeń                               | Węgry                                |                                      | 4:4                                  | Puchar Europy Środkowej              |
| 3.                                   | 19.01.1936                           | Madryt                               | Hiszpania                            |                                      | 5:4                                  | towarzyski                           |
| 4.                                   | 26.01.1936                           | Porto                                | Portugalia                           |                                      | 3:2                                  | towarzyski                           |
| 5.                                   | 22.03.1936                           | Wiedeń                               | Czechosłowacja                       |                                      | 1:1                                  | Puchar Europy Środkowej              |
| 6.                                   | 05.04.1936                           | Wiedeń                               | Węgry                                |                                      | 3:5                                  | towarzyski                           |
| 7.                                   | 06.05.1936                           | Wiedeń                               | Anglia                               |                                      | 2:1                                  | towarzyski                           |
| 8.                                   | 17.05.1936                           | Rzym                                 | Włochy                               |                                      | 2:2                                  | towarzyski                           |
| 9.                                   | 08.11.1936                           | Zurych                               | Szwajcaria                           |                                      | 3:1                                  | Puchar Europy Środkowej              |
| 10.                                  | 24.01.1937                           | Paryż                                | Francja                              |                                      | 2:1                                  | towarzyski                           |
| 11.                                  | 21.03.1937                           | Wiedeń                               | Włochy                               |                                      | 2:0                                  | towarzyski                           |
| 12.                                  | 09.05.1937                           | Wiedeń                               | Szkocja                              |                                      | 1:1                                  | towarzyski                           |
| 13.                                  | 23.05.1937                           | Budapeszt                            | Węgry                                |                                      | 2:2                                  | towarzyski                           |
| 14.                                  | 19.09.1937                           | Wiedeń                               | Szwajcaria                           |                                      | 4:3                                  | Puchar Europy Środkowej              |
| 15.                                  | 24.10.1937                           | Praga                                | Czechosłowacja                       |                                      | 1:2                                  | Puchar Europy Środkowej              |

### Reprezentacja III Rzeszy
W wyniku Anschlussu Austria została włączona do III Rzeszy. Schmaus od 1938 grał dla reprezentacji III Rzeszy. W tym samym roku otrzymał powołanie na Mistrzostwa Świata. Na francuskim turnieju zagrał w spotkaniu ze Szwajcarią. 
Zremisowany mecz 1:1 był jednocześnie debiutem Schmausa w nowej reprezentacji. Ostatni mecz w drużynie III Rzeszy zagrał 1 lutego 1942 ze Szwajcarią, zakończony porażką 1:2. Łącznie Schmaus w latach 1938–1942 zagrał dla III Rzeszy w 10 spotkaniach.
| Mecze i gole w reprezentacji III Rzeszy | Mecze i gole w reprezentacji III Rzeszy | Mecze i gole w reprezentacji III Rzeszy | Mecze i gole w reprezentacji III Rzeszy | Mecze i gole w reprezentacji III Rzeszy | Mecze i gole w reprezentacji III Rzeszy | Mecze i gole w reprezentacji III Rzeszy |
| #                                       | Data                                    | Miasto                                  | Przeciwnik                              | Gol                                     | Wynik                                   | Rozgrywki                               |
| --------------------------------------- | --------------------------------------- | --------------------------------------- | --------------------------------------- | --------------------------------------- | --------------------------------------- | --------------------------------------- |
| 1.                                      | 04.06.1938                              | Paryż                                   | Szwajcaria                              |                                         | 1:1                                     | MŚ 1938                                 |
| 2.                                      | 25.09.1938                              | Bukareszt                               | Rumunia                                 |                                         | 4:1                                     | towarzyski                              |
| 3.                                      | 29.01.1939                              | Bruksela                                | Belgia                                  |                                         | 4:1                                     | towarzyski                              |
| 4.                                      | 26.03.1939                              | Florencja                               | Włochy                                  |                                         | 2:3                                     | towarzyski                              |
| 5.                                      | 22.06.1939                              | Oslo                                    | Norwegia                                |                                         | 4:0                                     | towarzyski                              |
| 6.                                      | 24.09.1939                              | Budapeszt                               | Węgry                                   |                                         | 1:5                                     | towarzyski                              |
| 7.                                      | 14.04.1940                              | Wiedeń                                  | Jugosławia                              |                                         | 1:2                                     | towarzyski                              |
| 8.                                      | 15.06.1941                              | Wiedeń                                  | Chorwacja                               |                                         | 5:1                                     | towarzyski                              |
| 9.                                      | 18.01.1942                              | Zagrzeb                                 | Chorwacja                               |                                         | 2:0                                     | towarzyski                              |
| 10.                                     | 01.02.1942                              | Wiedeń                                  | Szwajcaria                              |                                         | 1:2                                     | towarzyski                              |

## Sukcesy
First Vienna FC
- Mistrz Austrii (2): 1930/31, 1932/33
- Puchar Austrii (2): 1929/30, 1936/37
- Puchar Niemiec (1): 1943
- Puchar Mitropa (1): 1931